# Acklam (Middlesbrough)
Acklam – dzielnica miasta Middlesbrough, w Anglii, w hrabstwie ceremonialnym North Yorkshire, w dystrykcie (unitary authority) Middlesbrough. Leży 67 km na północ od miasta York i 346 km na północ od Londynu. W 2011 miejscowość liczyła 6027 mieszkańców.